# Сан Масимо (Терамо)
Сан Масимо је насеље у Италији у округу Терамо, региону Абруцо.
Према процени из 2011. у насељу је живело 64 становника. Насеље се налази на надморској висини од 538 м.